# Gnophos quadrimaculata
Gnophos quadrimaculata là một loài bướm đêm trong họ Geometridae.